# Ронкато (Напуљ)
Ронкато је насеље у Италији у округу Напуљ, региону Кампанија.
Према процени из 2011. у насељу је живело 71 становника. Насеље се налази на надморској висини од 236 м.